# Mini Mundo
Mini Mundo é um parque em miniatura brasileiro, localizado na cidade de Gramado, no Rio Grande do Sul, sendo uma das mais tradicionais atrações turísticas desta cidade. No parque pioneiro da região existe uma cidade em miniatura de mais de 6mil m2 ao ar livre, formada por réplicas de prédios existentes, todos 24 vezes menor que o seu tamanho original.
O Mini Mundo surgiu em 1981, a partir do carinho de um pai e de um avô, que resolveram presentear suas duas crianças, a menina com uma casinha de bonecas e o menino com um conjunto de castelos com trenzinhos, em uma pequena área de lazer, ao lado do Hotel Ritta Höppner, pertencente à família. Aos poucos, essa pequena brincadeira foi crescendo, até que em 1983 ela foi aberta ao público com a inauguração do Mini Mundo, e segue crescendo até hoje.
No Mini Mundo os visitantes encontram importantes obras da humanidade, dentre elas castelos europeus, prefeituras, estações ferroviárias, igrejas, torre de televisão, conjuntos de casarios, aeroporto e metrô, além de unidades habitacionais, comerciais e de serviços.
Com mais de 140 construções dos mais variados portes, o Mini Mundo conta com reproduções desde as mais contemporâneas, como a Cinelândia, o Pelourinho, e o Aeroporto de Bariloche na Argentina, até os prédios mais tradicionais, como o Castelo de Neuschwanstein na Alemanha, o Castelo de Mônaco e o Museu do Ipiranga. Assim como o  Jardim Botânico de Curitiba ao lado de obras como a Usina do Gasômetro de Porto Alegre, tudo convive harmoniosamente  num ambiente orgânico realista e funcional.